# Čierne
Čierne es un municipio del distrito de Čadca en la región de Žilina, Eslovaquia, con una población estimada a final del año 2024 de 4438 habitantes.
Se encuentra ubicado al noroeste de la región, cerca del curso alto del río Váh (cuenca hidrográfica del Danubio) y de la frontera con la República Checa y Polonia.

## Demografía
| Año        | 1994 | 2004     | 2014    | 2024    |
| ---------- | ---- | -------- | ------- | ------- |
| Población  | 3925 | 4326     | 4405    | 4438    |
| Diferencia |      | +10,21 % | +1,82 % | +0,74 % |

| Año        | 2023 | 2024    |
| ---------- | ---- | ------- |
| Población  | 4416 | 4438    |
| Diferencia |      | +0,49 % |